# お茶とUN
『お茶とUN』（おちゃとウンナン）は、1993年10月4日から1994年3月28日までテレビ朝日の『ネオバラエティ』枠で放送されていたバラエティ番組である。全18回。放送時間は毎週月曜日23:25‐23:55 (JST) 。
また、正月特番として1994年1月3日16:00‐17:45に『おせちとUN』（おせちとウンナン）が放送された。
お茶に関するコントをウッチャンナンチャンが中心になって行っていた。その他のレギュラーとしてX-GUNが出演。番組タイトルの「UN」とはウッチャンナンチャンの略称で、彼らの冠番組となっている。

## 主題歌
オープニングテーマ
- マリアのように抱きしめてくれ/MAGIC
- LOVIN'YOU/KIX-S

エンディングテーマ
- あなたがわからない/中谷美紀
- 君だから/東野純直

## スタッフ
- 企画：内村光良、南原清隆
- 構成：永峰明
- 作：内村宏幸、伊藤正宏、白崎和彦、堀田延、鈴木裕史、鈴木弘康、高橋いさを
- ナレーション：篠田潤子、真鍋由
- 技術協力：スウィッシュ・ジャパン、プログレッソ
- 編集：瓜田利昭（IMAGICA）
- MA：大塚大（IMAGICA）
- 音楽協力：テレビ朝日ミュージック、タワーレコード
- 制作協力：マセキ芸能社（棚木英夫）、NAVI、創造商店
- ディレクター：永峰明／長尾真、雪竹弘一
- アシスタントプロデューサー：緒方卓
- プロデューサー：澤將晃
- 制作著作：テレビ朝日

| テレビ朝日 月曜23:25枠 | テレビ朝日 月曜23:25枠                   | テレビ朝日 月曜23:25枠 |
| 前番組                 | 番組名                                   | 次番組                 |
| ---------------------- | ---------------------------------------- | ---------------------- |
| ネオドラマ             | お茶とUN ※本番組より『ネオバラエティ』枠 | リングの魂             |